# Heinz Schemken

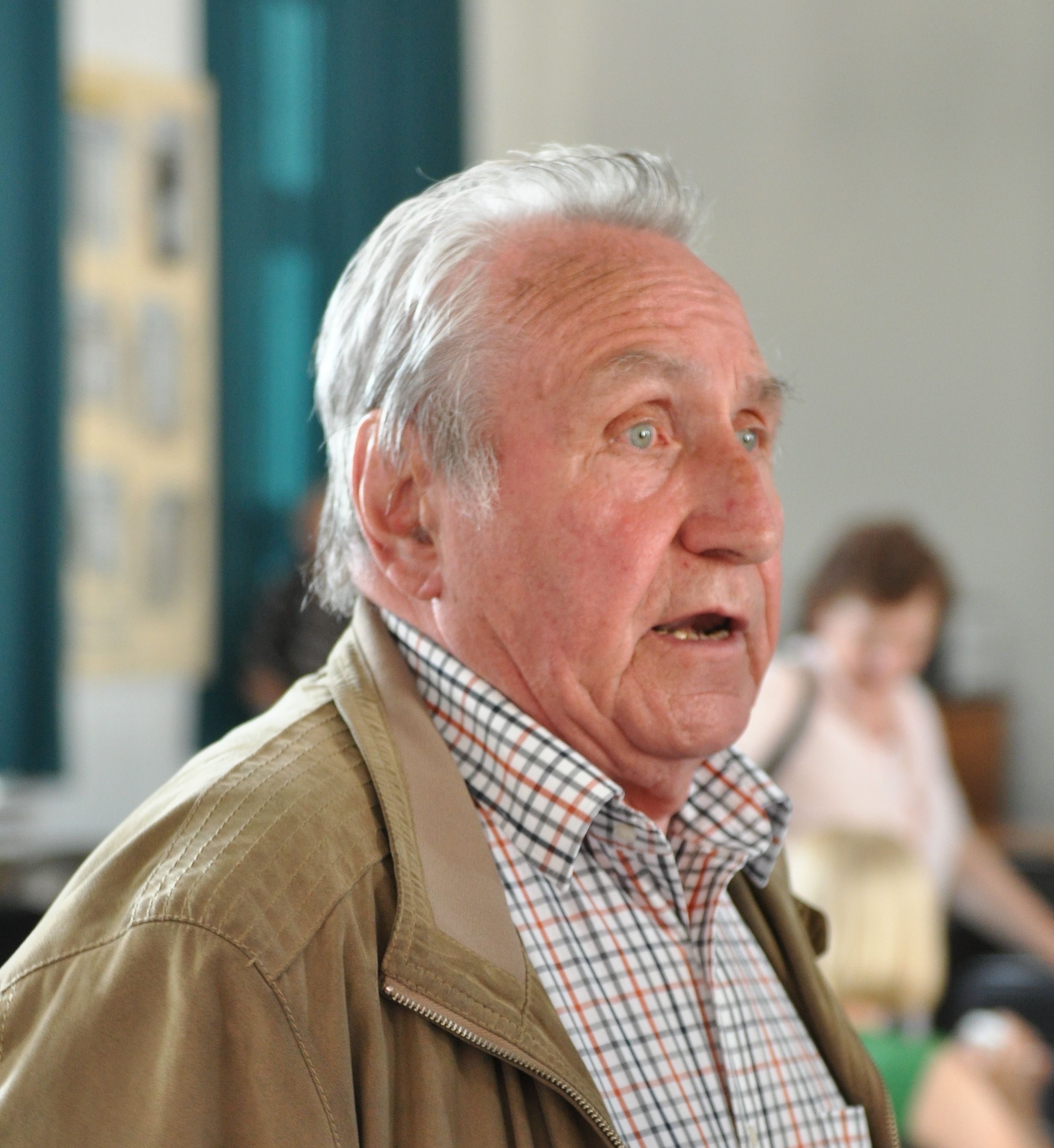
Heinz Schemken, 2014

Heinrich Ludger "Heinz" Schemken (* 11. März 1935 in Velbert; † 27. Februar 2021 ebenda) war ein deutscher Politiker (CDU). Er war von 1969 bis 1984 und wiederum von Oktober 1989 bis Dezember 1998 Bürgermeister der Stadt Velbert. Außerdem war er von 1983 bis 2002 Abgeordneter des Bundestages.

## Leben
Nach der Volksschule absolvierte Heinz Schemken zwischen 1949 und 1952 eine Lehre in einem Handwerksbetrieb. Im Jahr 1958 legte er die Meisterprüfung als Kunst- und Bauschlosser ab. 1963 wurde er Ausbilder in der Gemeinschaftslehrwerkstatt in Velbert, einem gemeinnützigen Verein für die Berufsaus- und -weiterbildung. Von 1969 bis 2007 war er auch dessen Geschäftsführer. Er war langjähriges Mitglied im Rhythmus-Chor Velbert-Neviges e. V. Schemken war verwitwet und hatte drei Kinder. Ende Februar 2021 starb er im Alter von 85 Jahren.

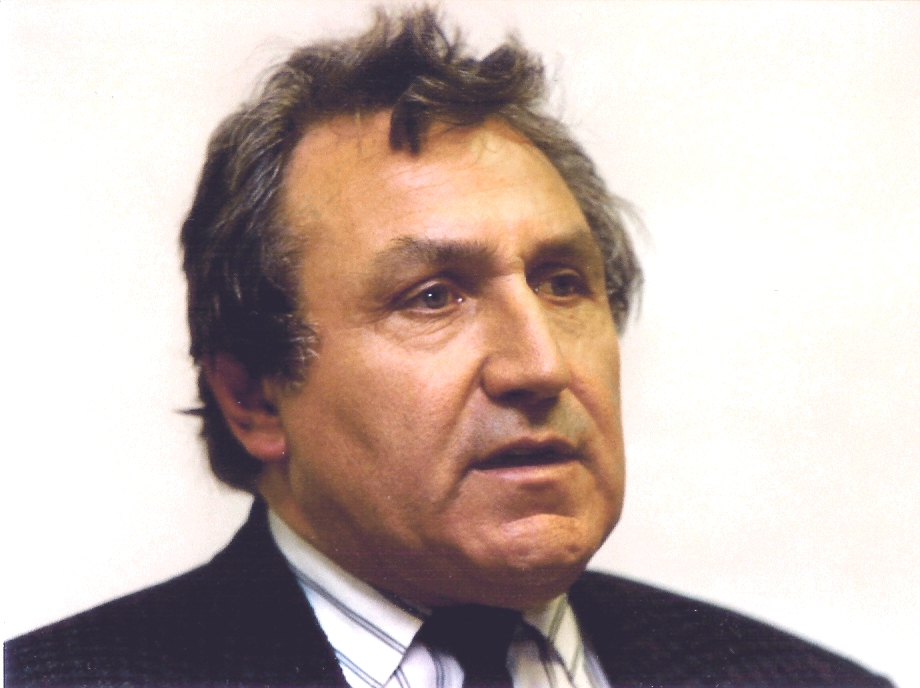
Heinz Schemken, 1990

## Politik
Ab 1961 war Heinz Schemken Mitglied der CDU. Von 1964 bis 1969 war er Vorsitzender der Jungen Union Kreis Mettmann, von 1977 bis 1990 Vorsitzender der CDU im Kreis Mettmann, von 1982 bis 1985 Mitglied im Landesvorstand der CDU Rheinland und ab 1986 Vorstand des CDU-Bezirksverbandes Bergisch-Land.
Schemken war von 1963 bis 1964 und 1984 bis 1989 stellvertretender Bürgermeister und in den Jahren von 1969 bis 1984 sowie von Oktober 1989 bis Dezember 1998 Bürgermeister der Stadt Velbert. Von 1983 bis 2002 war er ununterbrochen Abgeordneter des Bundestages. 1983, 1987, 1990 und 1994 gewann er das Direktmandat im Wahlkreis Mettmann II und zog 1998 über die Landesliste der CDU Nordrhein-Westfalen in den Bundestag ein.

## Ehrenamt
Heinz Schemken war von 1986 bis 2004 Vorsitzender des Kolpingwerkes Deutschland, seit 2004 dessen Ehrenvorsitzender.

## Auszeichnungen und Würdigungen
- 2010 Bundesverdienstkreuz am Bande
- 2023 Benennung einer Straße in Velbert als „Heinz-Schemken-Platz“ nach ihm[4]